# Svarttjärnen (Köla socken, Värmland)
Svarttjärnen är en sjö i Eda kommun i Värmland och ingår i Göta älvs huvudavrinningsområde.